# Vantablack

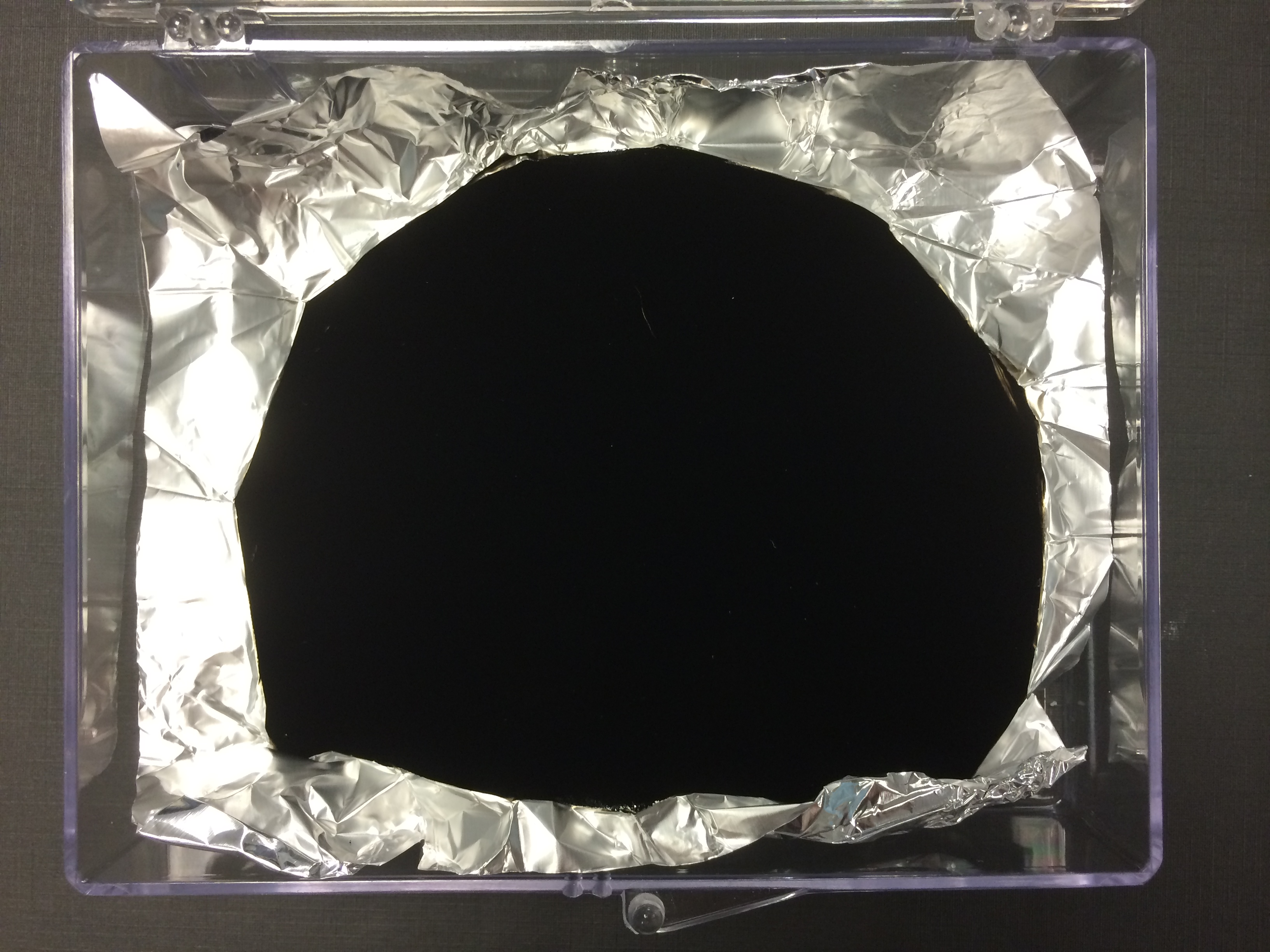
Feuille d'aluminium froissée couverte de Vantablack.

Le Vantablack (ou peu fréquemment Vantanoir) est une matière inventée en 2012 faite de nanotubes de carbone agencés verticalement et serrés les uns contre les autres. 
Déposé à la surface d'un objet, il lui conférait la couleur noire la plus profonde jamais obtenue, avec un coefficient d'absorption de 99,965 %, jusqu'à ce que ce record soit dépassé en 2019.
Le Vantablack a été mis au point en 2012 par Surrey Nanosystems, une entreprise britannique spécialisée dans les nanotechnologies et située à Newhaven dans le Sussex, sur la côte sud de l'Angleterre. Il est commercialisé sous deux formes, soit directement appliqué sur des supports métalliques de diverses matières plus ou moins épais, soit sous forme de spray (Vantablack S-VIS).

## Étymologie
Vantablack est la juxtaposition de l'acronyme anglais Vanta, pour Vertically Aligned NanoTube Array (« réseau de nanotubes alignés verticalement »), et du mot black (« noir »).

## Constitution
Le Vantablack est un revêtement constitué de nanotubes de carbone orientés perpendiculairement à la surface du matériau, avec un diamètre d'environ 20 µm et une longueur de 20 à 30 µm, mais suffisamment espacés les uns des autres pour n'occuper qu'environ 1 % du volume du revêtement (ce qui lui confère un indice de réfraction proche de celui de l'air).

## Propriétés
Ce matériau est l'un des corps gris qui s'approche le plus d'un corps noir parfaitement absorbant, car il a un coefficient d'absorption de 99,965 % dans le visible. Quand la lumière arrive sur la surface, au lieu d'être directement réfléchie, elle est déviée entre les nanotubes de carbone et finit par être absorbée et transformée en chaleur. C'est aussi une matière particulièrement hydrophobe.
Son titre de noir le plus absolu lui est contesté par l'artiste belge Frederik De Wilde et son NANOblck-Sqr#1, également basé sur des nanotubes de carbone, mis au point en collaboration avec la NASA.

## Applications
Cette matière a des applications dans les outils optiques en astronomie, dans l'aérospatiale (satellites) et dans des usages militaires.
En février 2016, le plasticien britannique Anish Kapoor annonce avoir obtenu la concession exclusive des droits d'utilisation de cette matière pour un usage artistique, ce qui suscite des protestations d'autres artistes,.
En septembre 2019, le constructeur automobile allemand BMW a présenté lors du Salon de l'automobile Francfort son nouveau modèle BMW X6, recouvert de peinture Vantablack, cachant pratiquement les lignes du SUV.